# Shoichi Hanada
Shoichi Hanada (né le 2 avril 1958) est un athlète japonais, spécialiste du 400 mètres.

## Biographie
Il remporte la médaille d'or du 400 mètres lors des championnats d'Asie 1979, à Tokyo, dans le temps de 47 s 45.

### Palmarès
| Date | Compétition         | Lieu  | Résultat | Épreuve | Performance |
| ---- | ------------------- | ----- | -------- | ------- | ----------- |
| 1979 | Championnats d'Asie | Tokyo | 1er      | 400 m   | 47 s 45     |

### Records
| Épreuve | Performance | Lieu     | Date         |
| ------- | ----------- | -------- | ------------ |
| 400 m   | 48 s 58     | Montréal | 25 août 1978 |